# ターミネーター 2:3-D
- ユニバーサル・パークス&リゾーツ > ユニバーサル・スタジオ・ジャパン > ユニバーサル・スタジオ・ジャパンのアトラクション > ターミネーター 2:3-D
- ターミネーター2 > ターミネーター 2:3-D

ターミネーター 2:3-D（英: Terminator 2:3-D）は、ユニバーサル・スタジオ・ジャパンのニューヨーク・エリアにかつて存在した、『ターミネーター2』と『ターミネーター3』の中間のストーリーで展開されるショー・アトラクションである。新型コロナウイルスによるパンデミックの影響もあり、2020年9月より休止されそのまま再開することなく、2023年5月に廃止された。かつては、ユニバーサル・スタジオ・フロリダとユニバーサル・スタジオ・ハリウッドでも『T2-3D: Battle Across Time』という名前で運営されていた。

## 過去に存在していたパーク
- ユニバーサル・スタジオ・フロリダ（ユニバーサル・オーランド・リゾート）

- ユニバーサル・スタジオ・ハリウッド
- ユニバーサル・スタジオ・ジャパン

## 概要

### ユニバーサル・スタジオ・フロリダ
1996年4月27日にハリウッド・エリアにオープンし、2017年10月8日にクローズした。その後継アトラクションとして、「The Bourne Stuntacular」が2020年6月30日にオープンした。

### ユニバーサル・スタジオ・ハリウッド
1999年5月6日にアッパー・ロットにオープンし、2012年12月31日にクローズした。後継アトラクションとして、「ミニオン・ハチャメチャ・ライド」が2014年4月12日にオープンした。

### ユニバーサル・スタジオ・ジャパン
2001年3月31日のパーク開園と同時にニューヨーク・エリアにオープンした。ユニバーサル・スタジオ・フロリダの同アトラクションがクローズしたことにより、世界で唯一のアトラクションとなっていた。
2020年9月14日から休止されていたが、営業再開せずにそのまま終了することを､2023年5月16日にユニバーサル・スタジオ・ジャパンが発表した。
後継施設として「マンハッタンシアター」が2024年3月22日にオープン。同施設では、オープン日より「名探偵コナン 4-D ライブ・ショー 〜星空の宝石〜」が開催されている。

## ストーリー
サイバーダインシステム社が企画した「ビジターセンターツアー」では、ツアー参加者（ゲスト）が極秘プレゼンテーションに参加することになる。

### プレショー

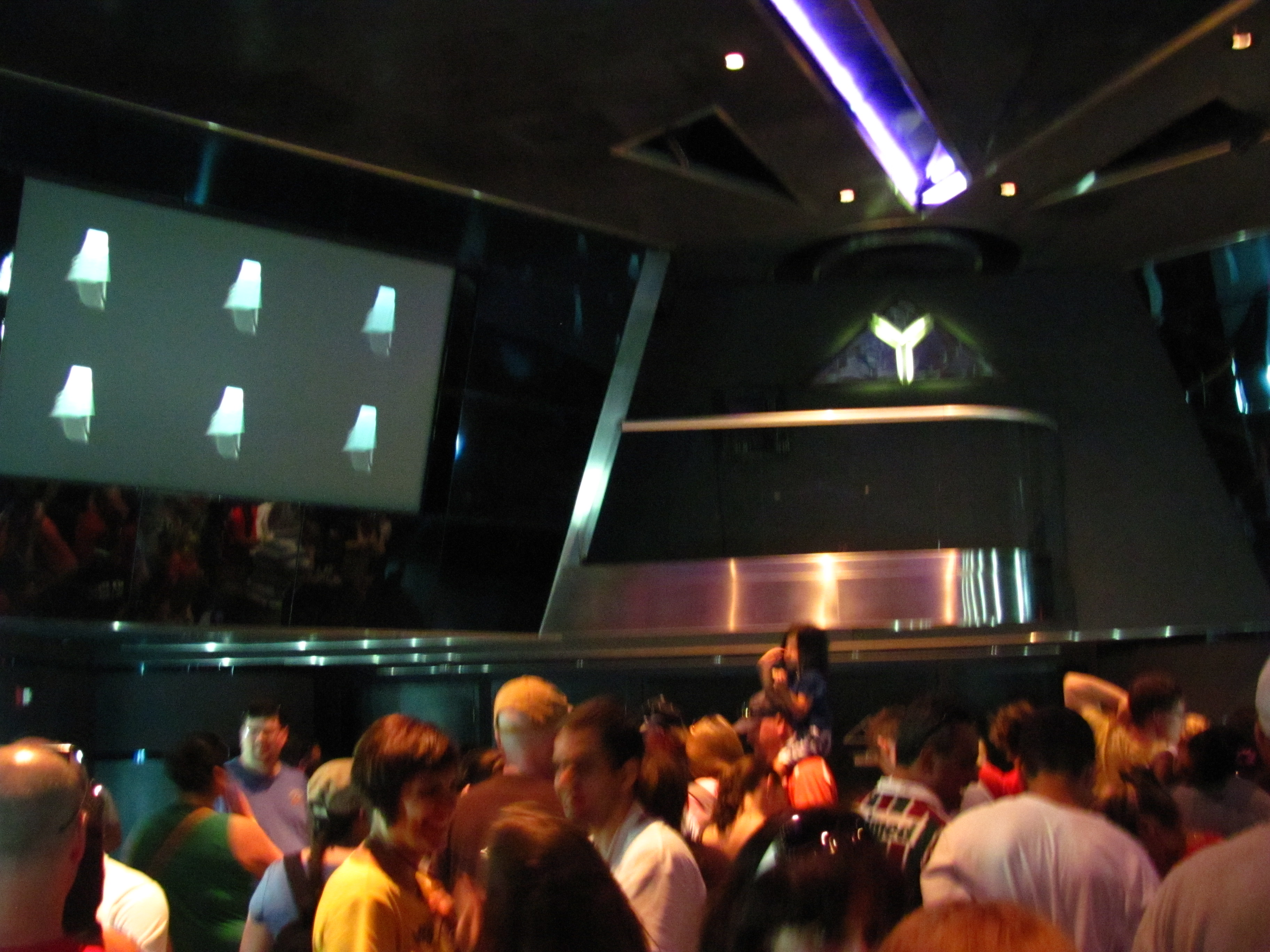
プレショールーム

極秘プレゼンテーションの前には、サイバーダイン社の“メディアコントロール主任ディレクター”である綾小路麗華、もしくはキンバリー・ダンキンがツアー参加者（ゲスト）を出迎える。彼女たちはゲストに毒舌で絡みつつ、サイバーダイン社の技術的貢献を紹介するプロモーションビデオ（“自称「素晴らしいビデオ」”）を鑑賞させる。
ビデオの途中、画面にノイズが入り、サラ・コナーとジョン・コナーが登場。サイバーダイン社の機械兵器による人類滅亡の可能性を警告し、陰謀を破壊するため速やかに避難するよう訴える。しかし、ビデオが終了すると綾小路麗華（またはキンバリー・ダンキン）は警告を無視し、ゲストをメインホールへと案内する。

### メインショー
メインホールでは、サイバーダインの新兵器「T-70」通称ターミネーターのデモンストレーションが行われる。さらに高度な新兵器「スカイネット」のプレゼンテーションが始まろうとした瞬間、サラとジョンがホールの天井から登場。サラはゲストに再び避難を促し、綾小路麗華（またはキンバリー・ダンキン）にT-70を止めるよう命令し発砲する。その際にT-1000が現れ、綾小路麗華（またはキンバリー・ダンキン）を殺害し、T-70を使ってジョンを殺そうとする。
その時、スクリーン中央にタイムホールが出現。バイクに乗ったT-800が現れ、ジョンをバイクに乗せてタイムホールを通じて未来へと逃走する。
未来では、T-1000が追撃を続けるが、T-800とジョンは逃げ切り、スカイネットの偵察機やミニハンターを退けながらスカイネットへの侵入に成功する。
スカイネットの中心であるCPUを破壊しようとするが、T-0b（スカイネットの警備システム）が襲撃。T-800が液体窒素でT-0bを凍らせて粉砕するが、熱で復元されてしまう。その間にジョンはタイムホールで過去に戻り、T-800は犠牲となりながらスカイネットとT-0bを爆破して破壊する。
最終的にジョンはサラの元に戻るが、人間と機械の戦いは続いている。息子の命を救われたサラは、T-800に感謝の意を示す。

## 登場キャラクター
綾小路 麗華（あやのこうじ れいか） / キンバリー・ダンキン
サイバーダインシステム社のメディアコントロール主任ディレクター。プレショーでは毒舌でゲストを弄る。最終プレゼンテーション後、T-1000によって殺される。
T-800
演 - アーノルド・シュワルツェネッガー、声 - 玄田哲章
未来のジョンがプログラムを書き換え、過去のジョンを守るために送り込んだサイボーグ。バイクに乗って登場し、ジョンを未来へと逃がす。
ジョン・コナー
演 - エドワード・ファーロング、声 - 浪川大輔
サラ・コナーの息子。スカイネットが送り込んだT-1000に命を狙われる。
サラ・コナー
演 - リンダ・ハミルトン、声 - 駒塚由衣
ジョンの母親。かつてサイバーダイン社を爆破しようと試みたが失敗し、逮捕され警察病院に収容されていた。プレショーでは映像を通じてゲストに警告を送る。
T-1000
演 - ロバート・パトリック、声 - 大川透
未来のスカイネットがジョンを殺害するために送り込んだ最新の液体金属型ターミネーター。直接触れたものに擬態する能力を持つ。タイムスリップ現場でパトロール警官を殺害し、その姿に変身している。
T-0b
スカイネットの蜘蛛型警備システム。ジョンたちがスカイネットのCPUを破壊しようとした際に起動。T-800に液体窒素で凍らされ粉砕されるが、液体金属で構成されているため復元する。最終的にT-800が自爆し、CPUと共に破壊される。
T-70
サイバーダイン社が開発した最新型の独立歩行型ユニット。デモンストレーションで使用される。

## キャスト
| 登場人物       | キャスト                         | 日本語吹き替え |
| -------------- | -------------------------------- | -------------- |
| T-800          | アーノルド・シュワルツェネッガー | 玄田哲章       |
| ジョン・コナー | エドワード・ファーロング         | 浪川大輔       |
| サラ・コナー   | リンダ・ハミルトン               | 駒塚由衣       |
| T-1000         | ロバート・パトリック             | 大川透         |
| ナレーション   |                                  | 内海賢二       |

## スタッフ
- 監督 - ジェームズ・キャメロン、ジョン・ブルーノ、スタン・ウィンストン
- 製作 - チャック・コミスキー、ゲイリー・ゴダード
- 製作総指揮 - アンドリュー・ミルスタイン、スコット・ロス
- 脚本 - ジェームズ・キャメロン、アダム・J・ビザーク、ゲイリー・ゴダード
- 撮影 - ピーター・アンダーソン、ラッセル・カーペンター
- 美術 - ジョン・ムトー
- 編集 - アレン・カプッチルリ、デビッド・デ・ボス、シャノン・リー・オールズ
- 音楽 - ブラッド・フィーデル

## 製作

### 開発と監督の許可
1990年代初頭、ユニバーサル・パークス&リゾーツの会長兼CEOであるジェイ・スタインは、エンターテインメント施設のデザイン会社ランドマーク・エンターテインメントのゲイリー・ゴダードとそのチームに、ターミネーターシリーズを基にしたスタントショーの開発を依頼した。ゴダードはユニバーサル・クリエイティブに許可を求め、3D映像と実写スタントを組み合わせたプレゼンテーション形式のアトラクションを提案した。
約1年半後、ユニバーサル・クリエイティブとランドマーク・エンターテインメントは、ターミネーターシリーズの監督であるジェームズ・キャメロンの会社ライトストーム・エンタテインメントに最終承認を求めた。キャメロンは当初、ユニバーサルによるターミネーターシリーズのアトラクション開発に反対していた。しかし、ストーリーボードとコンセプトが提示されるとこれを絶賛し、承認を与えたことでプロジェクトが進行することとなった。
キャメロンが監督を務めることになったこのプロジェクトは、公式なキャメロン作品として認識されるようになり、構想中であった『ターミネーター3』と既存の『ターミネーター2』の間をつなぐストーリーが採用された。
このアトラクションは、2019年公開の映画『ターミネーター:ニュー・フェイト』でキャメロンがシリーズ製作に復帰するまで、彼が関与した最後のターミネーター作品となっていた。

### アトラクションの構造
サンフェルナンド・バレーにあるヴァン・ナイズ空港の飛行機格納庫内に、アトラクションの実物大模型が建設された。スクリーンには3D映像を投影する7m×15.2mのシルバースクリーンが3面使用され、プロジェクターには70mmフィルムを用いるアイ・ワークス製のものが6台導入された。
アトラクション内では、終盤のシートドロップ効果や実写と映像をブレンドした技術、3面シルバースクリーン、攻撃兵器の演出などが採用されており、これらの特殊効果はユニバーサルが特許を取得している。
当初、このアトラクションはユニバーサル・スタジオ・フロリダ向けに開発されていたが、途中でユニバーサル・スタジオ・ハリウッドへの設置も決定された。現在、フロリダとハリウッドでのクローズにより、このアトラクションはユニバーサル・スタジオ・ジャパンにのみ現存している。

### 映像
アトラクションの映像は、カリフォルニア州デザート・センターの北に位置する放棄されたイーグル鉱山で撮影された。撮影には、アーノルド・シュワルツェネッガー、エドワード・ファーロング、リンダ・ハミルトン、ロバート・パトリックをはじめとする『ターミネーター』および『ターミネーター2』のオリジナルキャストとスタッフが再集結した。
また、ターミネーターシリーズの続編として新たに2体のキャラクターが追加された。1体目はスカイネットの警備システム「T-1000000」。蜘蛛のような形状をしており、液体金属の体を持つ。スカイネットのCPUを攻撃から守るため、足を尖らせて武器に変える能力を持つ。2体目は「T-70」で、1990年代後半にサイバーダインシステム社が開発した独立歩行型ユニット。T-70は、アーノルド・シュワルツェネッガーが演じるT-800の前身にあたり、高さ2.4メートル、右腕にマシンガンを装備している。1回の充電で2キロメートルの走行が可能で、銃の命中率は80％とされている。アトラクション内では最新兵器としてデモンストレーションで使用される。
アトラクションの体験時間は約12分で、映像部分の製作費だけで2400万ドルが費やされた。これは1分当たりの製作費が非常に高額な作品の1つとなっている。総工費は6000万ドルに達した。